# Borovnice (okres Trutnov)
Obec Borovnice (něm. Groß Borowitz) se nachází v okrese Trutnov, kraj Královéhradecký, zhruba mezi Novou Pakou a Hostinným. Rozprostírá se v členité Podkrkonošské pahorkatině v údolí pod Čisteckou hůrou a spolu s okolními obcemi patří do regionu Podzvičinsko, který leží mezi Českým rájem a Babiččiným údolím. Žije zde 380 obyvatel.
V obci pramení Borecký potok, který protéká celou obcí a nakonec se vlévá přímo do Labe, a jižně nad obcí pod kopci Kazabrud (516 m n. m.) a Jelení hřbet (501 m n. m.) pramení řeka Javorka.

## Historie
První písemná zmínka o obci pochází z roku 1382. Dle typu zástavby se jedná o lesní lánovou ves. Původ jména osady pochází dle pověsti od velkého borového lesa, kterým prý byla celá krajina zalesněna. Ve starších dokumentech je obec uváděna také jako Velká Borovnice nebo i Hrubá Borovnice (Grossborowitz), na rozdíl od sousední Malé Borovnice – Borovničky (Kleinborowitz).
Podle obecní kroniky, založené v roce 1923 řídícím učitelem Josefem Endtem a psané německy (Gedenkbuch Grossborowitz) osada vznikla již v roce 1380, prvním majitelem byl Johan Pecka z Pecky. V 15. století patřila osada jako součást panství Pecka Bořitskému z Bořice, v 16. století bratřím Litoborským z Chlumu a v roce 1620 Kryštofu Harantovi z Polžic a Bezdružic. Tomu byl v roce 1621 majetek zkonfiskován a prodán Albrechtu z Valdštejna. Ten v roce 1627 ve Valdicích u Jičína založil kartuziánský klášter, kterému Pecku a k ní patřící Borovnici daroval. Pouze nejnižší, východní část osady patřila k panství Horní Branná, proto se této části říkalo „Branná“ (německy Brennei).
Po zrušení kláštera císařem Josefem II. v roce 1782 byl statek Pecka s Borovnicí předán církevním fondům a v roce 1824 je odkoupil kníže Ferdinand Trauttmansdorff.
V letech 1857–1858 byla v borovnickém údolí postavena železniční trať, zastávka v obci byla zřízena roku 1886.
V roce 1900 byla Borovnice oficiálně považována za obec německou. To potvrdilo i sčítání lidu v roce 1930, kdy ze 1185 osob se 1115 hlásilo k německé národnosti. V období Protektorátu byla Borovnice součástí Sudet, jejichž výběžek zasahoval od Hostinného (německy Arnau) právě do borovnického údolí. V souvislosti s tím pak někteří obyvatelé museli po válce v roce 1946 z Borovnice odejít a do uvolněných domů se přistěhovaly české rodiny.

## Pamětihodnosti
- Barokní jednolodní kostel svatého Víta z let 1720–1722
- Socha Panny Marie v blízkosti kostela, socha sv. Jana Nepomuckého na východním konci obce
- Větrný mlýn – replika posledního mlýna německého typu v Čechách, zaniklého v roce 1968; stavba repliky byla dokončena v roce 2020. Mlýn se nachází v Třešňovce (nad vlakovou stanicí)
- Bývalý větrný mlýn, dnes Památník větrného mlýna
- Pruský kříž s upomínkou na válku v roce 1866
- Pramen Javorky nejvýše položený, většinou suchý
- Pramen Javorky turistický (Žebrácká studánka), dole v Myší díře
- U červeného kříže – zde byla Švédy vypálená vesnice Vidovice, označeno červeným dřevěným křížem
- Zlatnice (kaplička s křížovou cestou a málo patrné zbytky zlatého dolu)
- Nejvýše položený bod na železniční trati Pardubice – Jaroměř – Liberec (zhruba 508 m n. m.)[7]
- Památný dub v Borovnici (dub zimní, Quercus petraea) s obvodem kmene 390 cm a odhadovaným stářím 200 let (v roce 2009)[8]
- Roubené chalupy s vyřezávanými lomenicemi z konce 18. a začátku 19. století

## Tradiční akce v obci
- Tradiční oslavy Dne vítězství: Ohňostroj a pohádková cesta při příležitosti oslav Dne vítězství 8. 5.
- Svatovítská pouť (vždy v týdnu, kdy slaví svátek Vít 15. 6.)
- Pouťové putování do Zlatnice
- Jarní výstup na Čisteckou hůru (588 m n. m.)
- Pálení čarodějnic na fotbalovém hřišti
- Dětský den na fotbalovém hřišti
- Hasičský ples a Borovnická tancovačka v restauraci „U Myšáka“
- Divadelní představení konané vždy v říjnu na posvícení
- Slavnostní rozsvícení vánočního stromu aneb Borovnický adventní řízek
- Vánoční výstava vyřezávaného ovoce a fotografií v restauraci „U Myšáka“
- Bigbeatové festivaly v restauraci „U Myšáka“
- Vánoční koncert v kostele sv. Víta

## Galerie

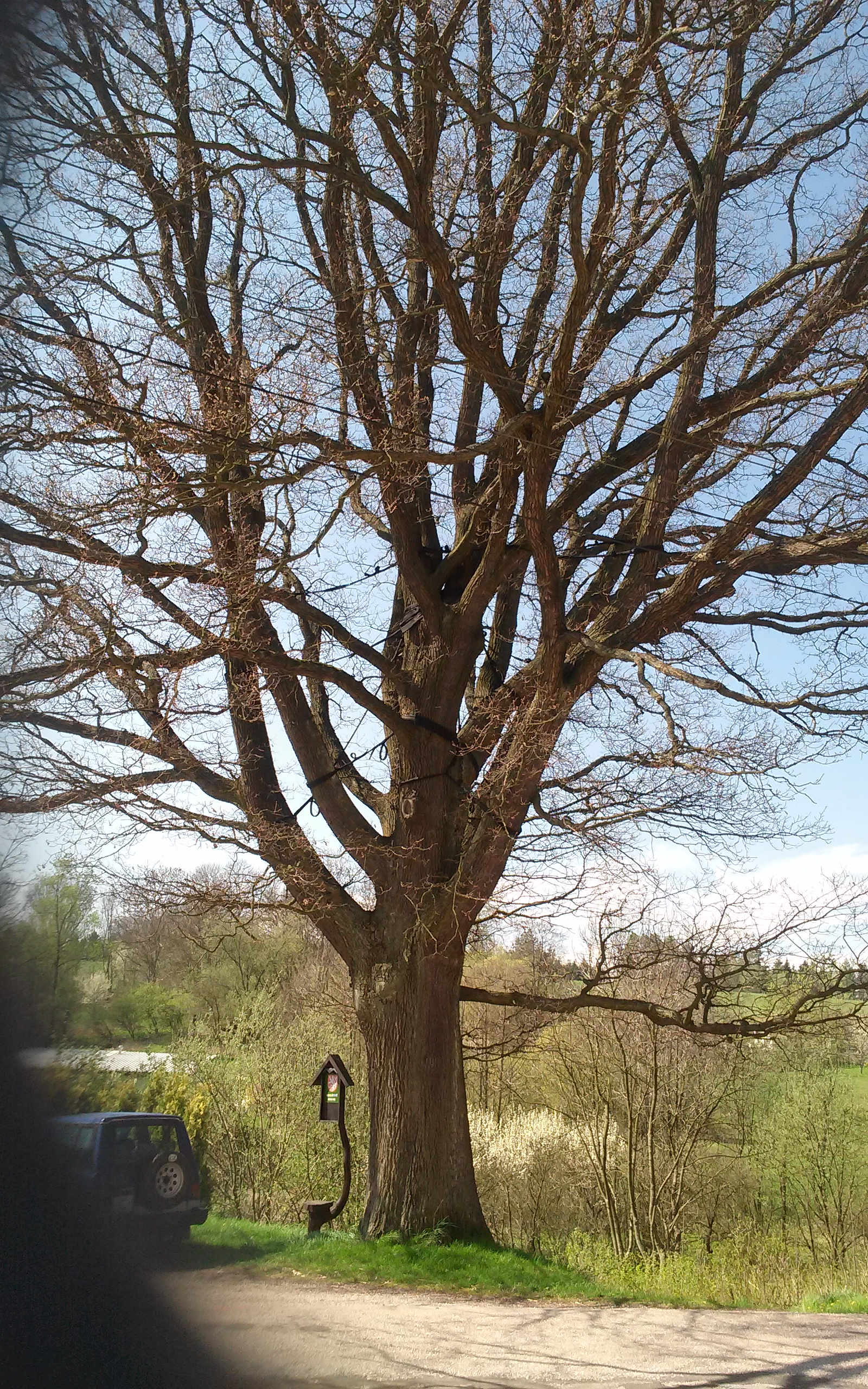
Památný dub naproti kostelu
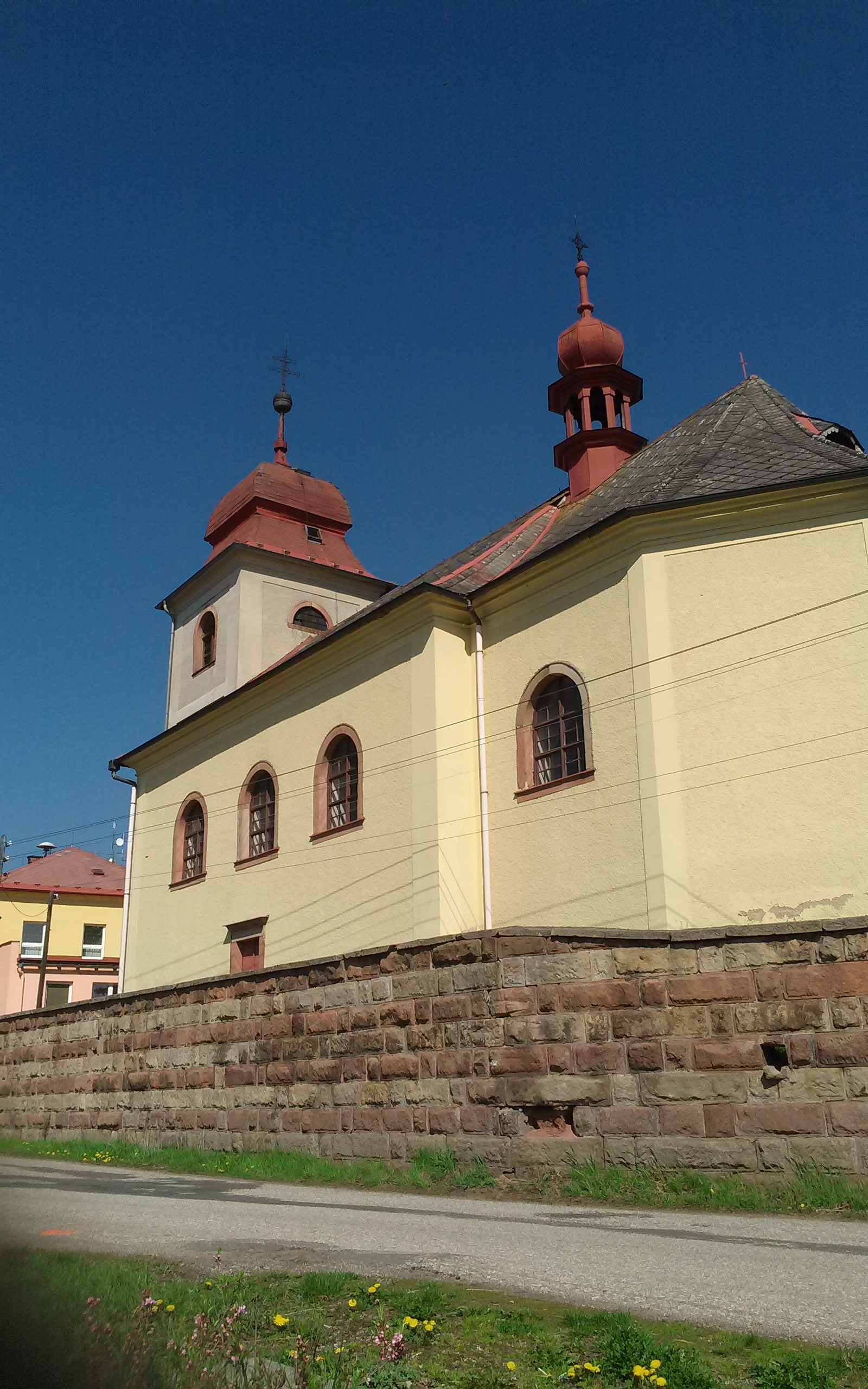
Kostel sv. Víta
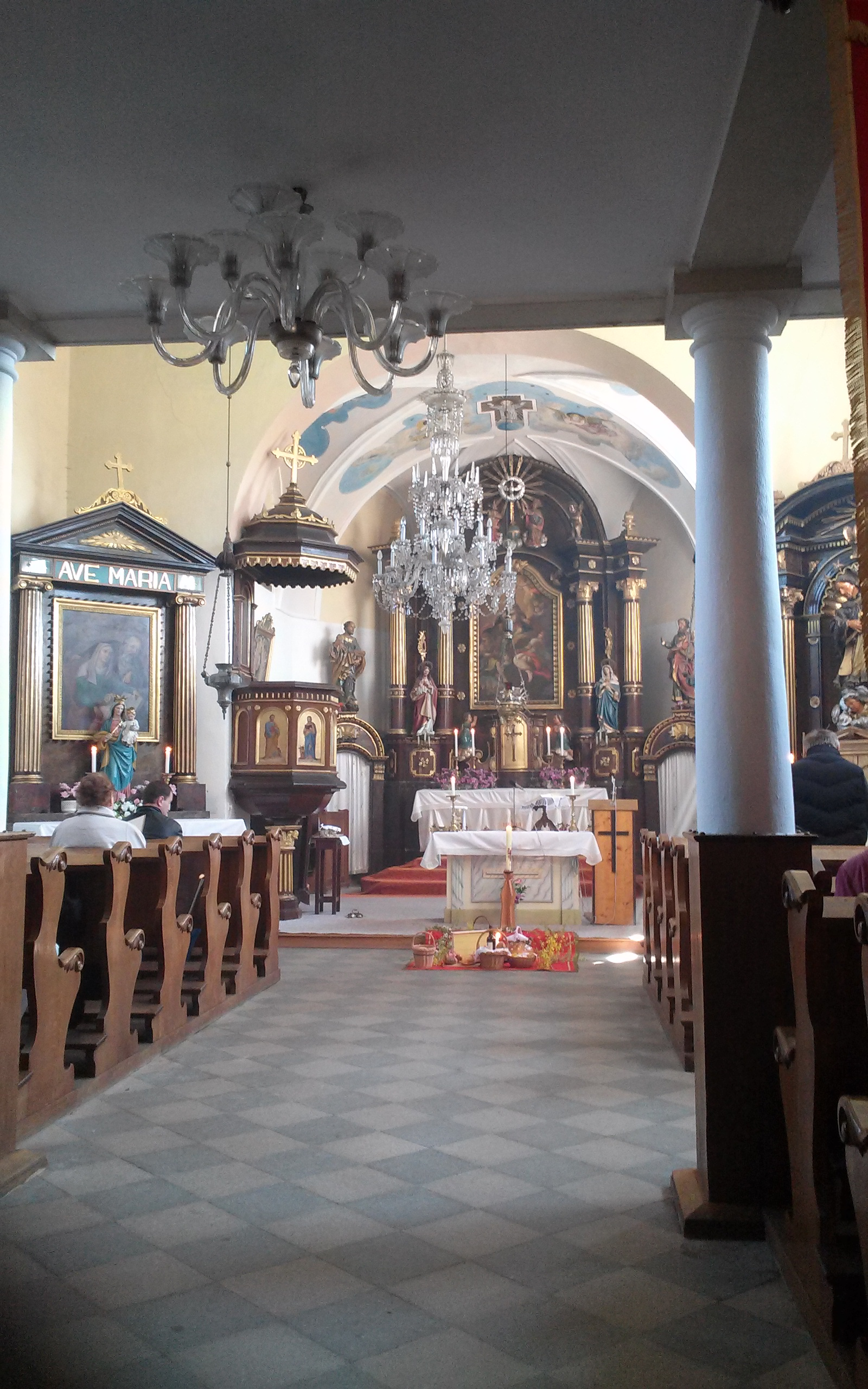
Kostel sv. Víta zevnitř při velikonoční bohoslužbě
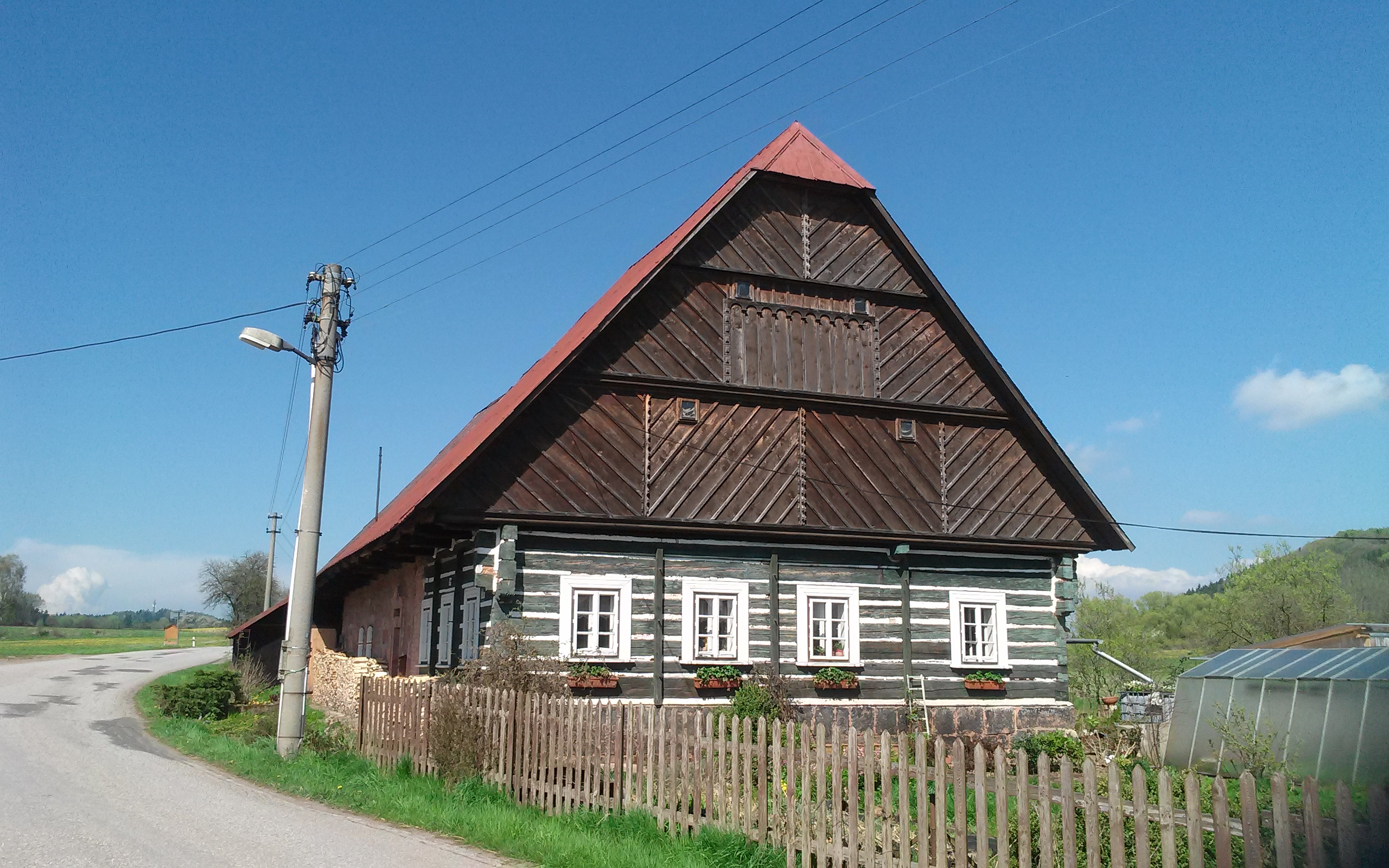
Venkovské stavení č. p. 22
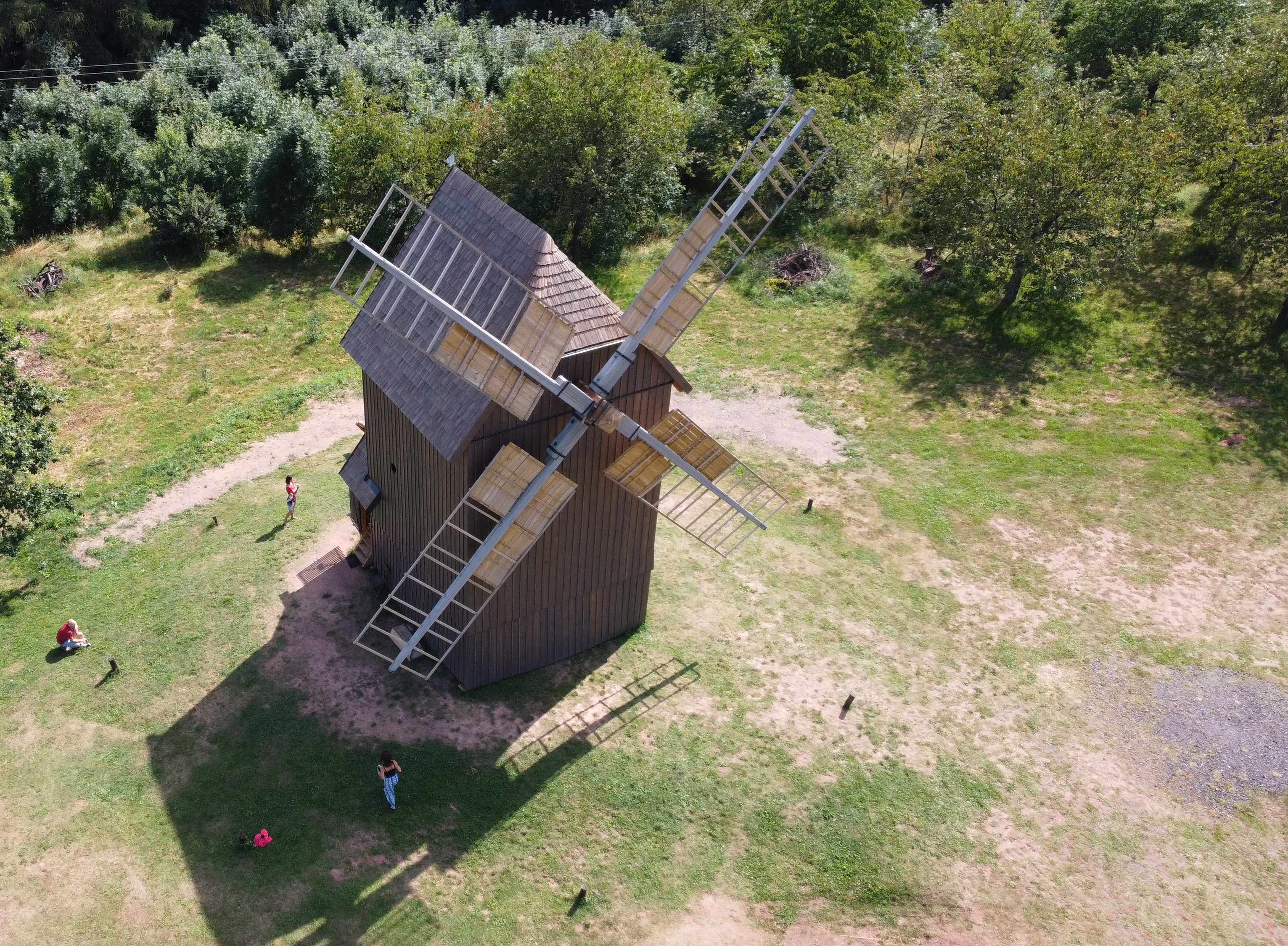
Replika větrného mlýna německého typu
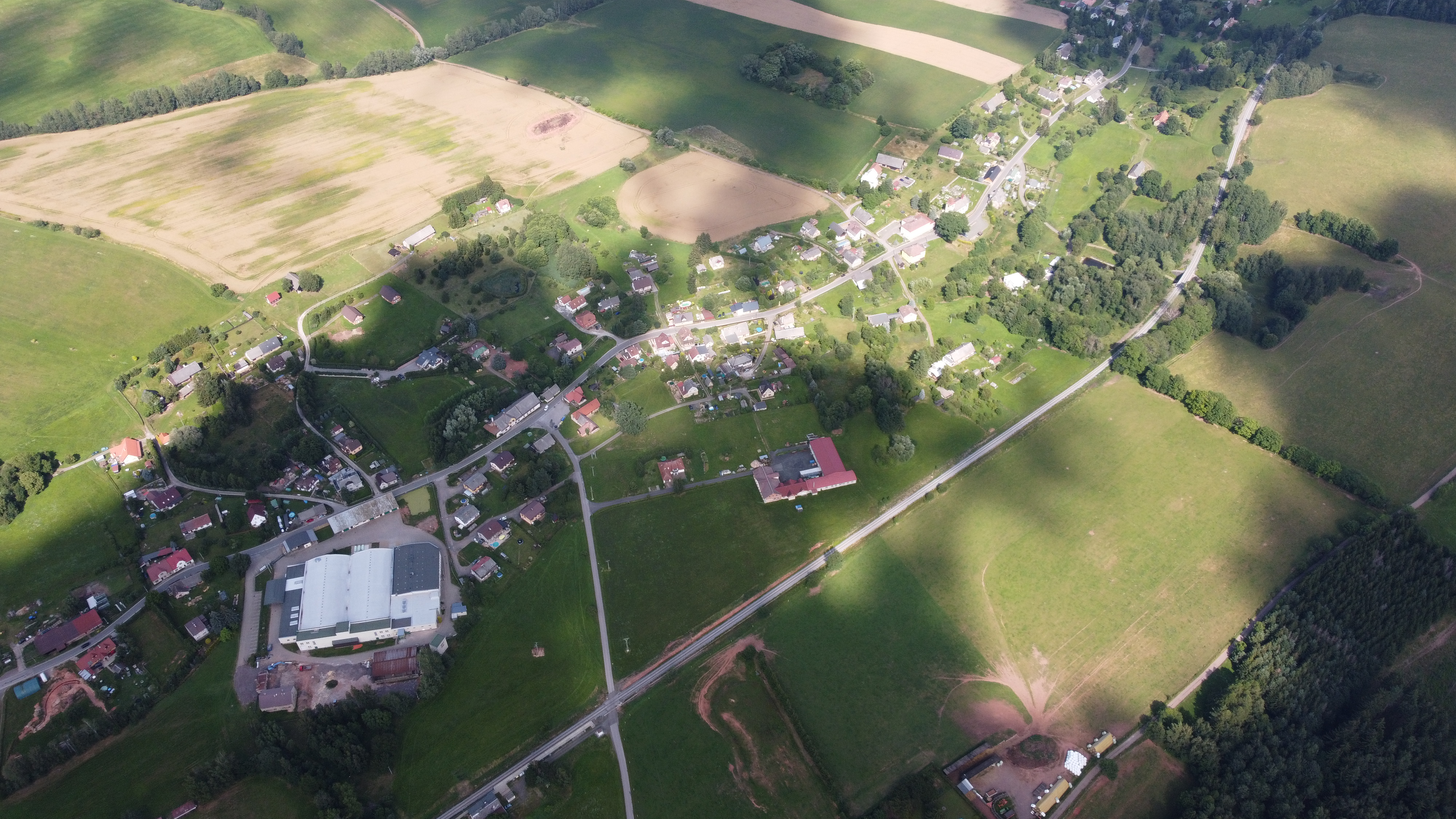
Letecký pohled